# Johannes Romberch
Johann Host von Romberch (1480 circa – 1532 o 1533) è stato un religioso e scrittore tedesco.

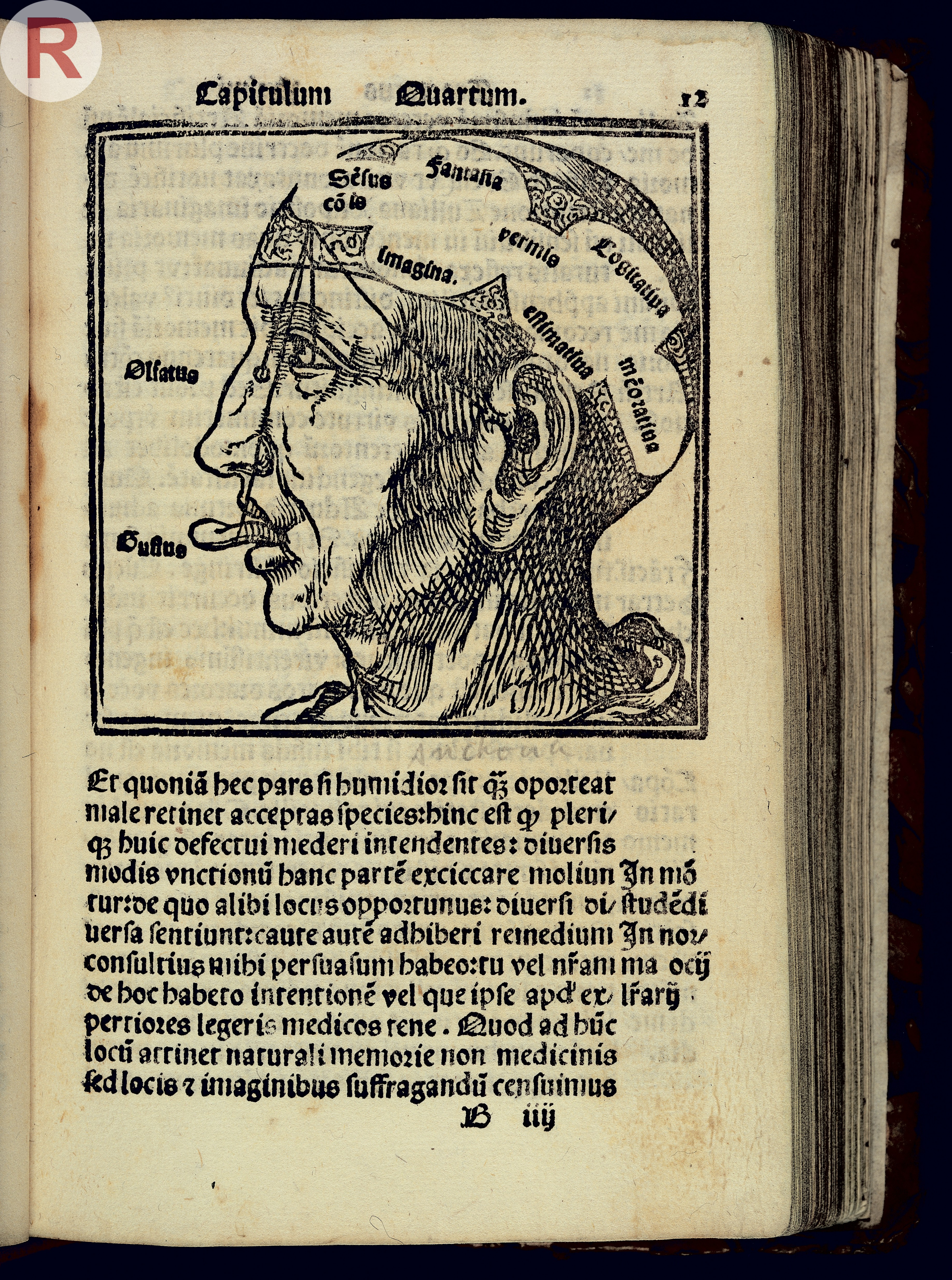
Congestorium artificiose memoriae, 1533

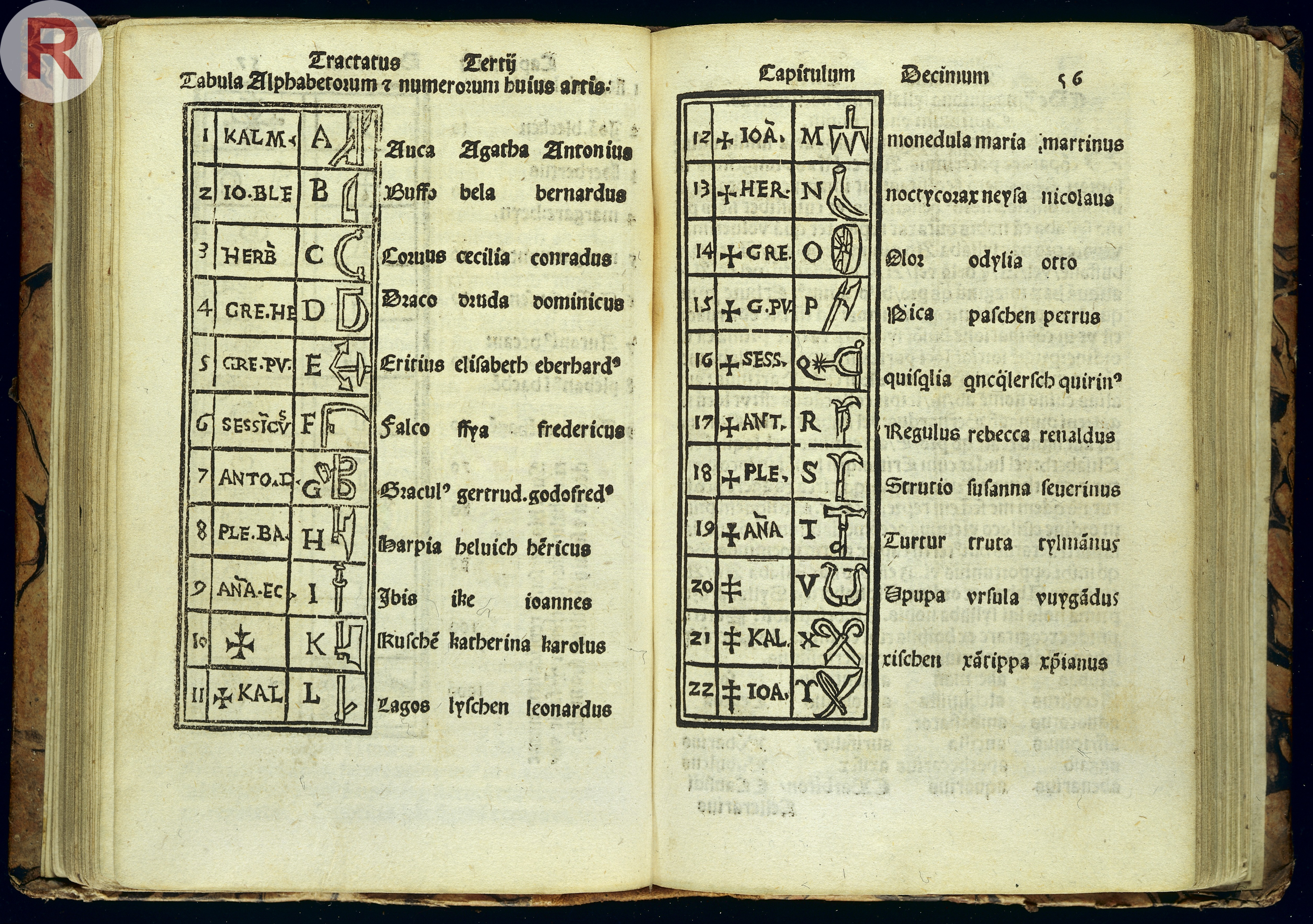
Congestorium artificiose memoriae, di Johann Romberch

Nato in una fattoria a Romberg (o Romberch), in Vestfalia, è stato uno dei sette domenicani che si sono distinti nella lotta contro Martin Lutero a Colonia. All'età di sedici anni entrò nell'Ordine Domenicano; ha studiato presso l'Università di Bologna tra il 1516 e il 1519.
Nel 1520 è stato nominato alla facoltà teologica dell'Università di Colonia, e nonostante le molte controversie religiose in cui era impegnato, ha trovato il tempo per l'attività letteraria. Il fatto della sua nomina all'Università di Colonia è la prova della sua ortodossia religiosa: questa università ha tenuto una sorta di censura su tutte le facoltà teologiche della Germania.
I suoi colleghi in facoltà, Hoogstraten e Collin, oltre ad essere uomini di chiesa illustri furono eminenti umanisti tedeschi.

## Opere
- Burchard von Barby, Descriptio Terrae Sanctae
- Johannes Fabri, Antilogiarum Martini Lutheri Babylonia
- Dionigi di Rijkel, Commentarium in Psalmos.

Scrisse molte opere controverse. Egli è conosciuto anche per un libro del 1520 sull'arte della memoria, Congestorium artificiose memoriae. L'ultima opera di Host è stata l'Enchiridion Sacerdotium, pubblicata a Colonia nel 1532.